# Rakousko na Zimních olympijských hrách 1924
Rakousko na Zimních olympijských hrách 1924 v Chamonix reprezentovali 4 sportovci, z toho 2 muži a 2 ženy. Nejmladším účastníkem byl Herma Planck-Szabo (21 let, 340 dní), nejstarším pak Willy Böckl (31 let, 1 den). Reprezentanti vybojovali 3 medaile, z toho 2 zlaté a 1 stříbrnou.

## Medailisté
| Medaile | Jméno                          | Sport         | Disciplína         |
| ------- | ------------------------------ | ------------- | ------------------ |
| Zlato   | Herma Szaboová                 | Krasobruslení | jednotlivci – ženy |
| Zlato   | Helene Engelmann Alfred Berger | Krasobruslení | sportovní páry     |
| Stříbro | Willy Böckl                    | Krasobruslení | jednotlivci – muži |